# Brigada 2 Roșiori (1916-1918)
Brigada 2 Roșiori a fost o mare unitate de cavalerie, de nivel tactic, care s-a constituit la 14/27 august 1916, prin mobilizarea unităților și subunităților existente la pace. Din compunerea brigăzii făceau parte Regimentul 4 Roșiori și Regimentul 9 Roșiori. Brigada a făcut parte din organica  Diviziei 1 Cavalerie, fiind dislocată la pace în garnizoana București. :p. 114
La intrarea în război, Brigada 2 Roșiori a fost comandată de colonelul Constantin Pribegi. Brigada a participat la acțiunile militare pe frontul român, pe toată perioada războiului, între 14/27 august 1916 - 28 ocotmbrie/11 noiembrie 1918.:passim

## Participarea la operații

### Campania anului 1916
În campania din anul 1916 Brigada 2 Roșiori a participat la acțiunile militare în dispozitivul de luptă al  Diviziei 1 Cavalerie, participând la operația de apărare pe frontul de sud și operația de pe Argeș și Neajlov. :passim:passim

### Campania anului 1917
În campania din anul 1917 Brigada 2 Roșiori a participat la acțiunile militare în dispozitivul de luptă al  Diviziei 1 Cavalerie, participând la a treia bătălie de la Oituz. În această campanie, brigada a fost comandată de colonelul Ludovic Mircescu. :passim:passim

## Comandanți
- Colonel  Constantin Pribegi
- Colonel  Ludovic Mircescu